# Doris Vega
Doris Clemencia Vega Quiroz (Bucaramanga, Santander, 25 de diciembre de 1959) es una política y Profesional en Ciencias de la Información, Documentación y Bibliotecología de la Universidad Industrial de Santander de Bucaramanga. Desde febrero de 2012 es Senadora de la República por el Partido Opción Ciudadana.

## Biografía
Vega Quiroz es Profesional en Ciencias de la Información, Documentación y Bibliotecología de la Universidad Industrial de Santander de Bucaramanga en convenio con la Universidad del Quindío, en 2004 la Universidad Politécnica de Valencia le confiere el título de especialista en Gestión de Empresas y en el 2007 recibe el título de especialista en Gerencia Pública de la Universidad de Santander UDES. Magíster en Administración de Empresas de la Universidad Santo Tomás.
Vega laboró en el sector educativa como bibliotecóloga, estando vinculada desde allí al Sindicato de Educadores de Santander, donde fue gestora de importantes proyectos para la formación de los docentes de su departamento. Como sindicalistas, conoció a su esposo, el educador, exsenador y Parapolítico Luis Alberto Gil, condenado por sus nexos con grupos paramilitares dentro del reconocido proceso conocido como Parapolítica. 
Como política, ha ocupado diversos cargos en el sector público. Fue líder comunal en su natal Bucaramanga, y en 1997 ayudó a su esposo a la fundación del Partido Convergencia Ciudadana, desde donde llegó a la Asamblea Departamental de Santander en reemplazo de su esposo que aspiró con éxito al Senado; ejerció como diputada durante dos periodos desde 2004 hasta 2011, siendo vicepresidenta de la Corporación durante el año 2008.
Vega aspiró en las Elecciones legislativas de 2010 al Senado de la República para recuperar la curul de su exesposo, pero no obtuvo la curul a pesar de los 40.076 votos. Sin embargo, en enero de 2012 murió el senador Juan Carlos Rizzetto y Doris Clemencia se posesionó en su reemplazo en febrero de 2012. en las Elecciones legislativas de 2014 fue reelegida Senadora para el cuatrienio 2014 - 2018 dentro de su partido Opción Ciudadana con 46.625 sufragios.
Vega Quiroz es actualmente Presidenta del Partido Opción Ciudadana, agrupación política resultante de sendas modificaciones del nombre del Partido. Primero en 2009 cuando el Partido Convergencia Ciudadana cambió su nombre por Partido de Integración Nacional (PIN) y nuevamente en 2013, modificó su nombre por el actual: Opción Ciudadana.

## Actividad legislativa
Dentro de sus principales participantes en el Senado, se destaca su ponencia en las siguientes Leyes:
- Ley 1761 de 2015, Por la cual se crea el tipo penal de Feminicio como delito autónomo.
- Ley 1773 de 2016, por medio de la cual se crean unos artículos y se modifican otros de la Ley 599 de 2000 y se modifica el artículo 351 de la Ley 906 de 2004, con el fin de aumentar las penas para los ataques con ácido.

- Datos: Q29122048